# 何篤霖
何篤霖（1965年10月18日—），台灣男歌手、男演員、主持人。2002年起主持《命運好好玩》。

## 生平

### 出身背景
何篤霖出生於臺東，正黃旗赫舍里氏，國立藝專（現為國立台灣藝術大學）舞蹈科肄業。
其父母在他小學時離異，何篤霖與兩位兄長從此隨母親謝麗娜過著顛沛流離的生活，曾因母親在孤兒院擔任雜工，而住過孤兒院，童年時期曾經搬過33次家。
何篤霖在徐乃麟主持的娱樂節目中，透露自己是八旗子弟後人。

### 求學階段與出道過程
出身貧寒的何篤霖在偶然機會下看見芭雷舞者高雅優美的舞姿與精緻的服裝造型，這與他的生長環境有著天壤之別，讓他感到十分震憾，又因為他修長的體型與對美的追求，讓他從此與芭蕾舞結下一生的緣分，成功考進國立藝專舞蹈科後，何篤霖曾受教於台灣芭蕾舞教母姚明麗，姚老師十分欣賞何篤霖的舞蹈天份，還曾資助過何篤霖求學，何曾演出過胡桃鉗、龍宮奇緣等芭蕾舞碼。
在校表現出眾的何篤霖，漸漸受到了外界的注意，知名導演虞戡平當時因在籌拍攝歌舞劇電影搭錯車，在港台苦尋不著肢體修長優美及外型具有叛逆特色的舞者，正好在友人推薦下找到了何篤霖來演出電影結局時最重要歌曲〈一樣的月光〉的舞者，何篤霖在片中全身塗滿金漆，且僅著丁字褲與女主角劉瑞琪貼著身體舞出了全片最精彩的一幕，該片在全亞洲的賣座與他專業的演出卻給他帶來了麻煩，在那個民風保守的年代，何篤霖因為違反校規不得接演校外商業演出而遭處分。
稍早於電影拍攝之前，何篤霖還因家中經濟壓力，偷偷接拍了由知名廣告人許舜英所創立的意識形態廣告拍攝的「司迪麥口香糖-我有話要講」，該廣告因突出前衛的風格改變了當時台灣廣告的面貌，其表達的內容受到當時年輕人的集體認同與社會輿論的關注，在廣告中何篤霖飾演一頭捲髮(明顯違反當時校規)的年輕學生，他以充滿憤怒與委屈的口氣，在父母的責罵聲為背景下，大聲喊出『我有話要講』此一影響至今的廣告金句，此句成為80年代台灣社會流行用語，此廣告還被視為影響台灣社會的三十部廣告之一，讓尚處威權末期，保守、普遍缺乏自主思考能力，採取填鴨教學的台灣教育界與社會開始關注學子因聯考與社會轉型之下父母給予過多壓力而造成的問題，「我有話要講」還曾經因其太過「反動」而遭到新聞局消音處理。這部廣告讓何篤霖成為台灣六十年次世代的集體代表形象人物之一。

### 休學當兵與成為偶像歌手
何篤霖在國立藝專時學科成績普通，但術科表現優異，因學校強調學術殿堂的專業性，何篤霖多次接下商演違反校規，曾遭記兩大過一小過，又因經常缺課學科而被記多次警告，校方雖按規定處理他的行為，但知道他家中狀況與基於惜才愛才的關係，因此師長經常替他說情從而保住他的學籍，在他十九歲專科即將尾聲時，何篤霖獲得加拿大溫哥華首屈一指的芭蕾舞學院 (吳諸傑芭蕾舞學院)全額補助，希望栽培他到加拿大深造，但卻因兵役問題而礙難成行，當時瀕臨退學邊緣的何篤霖對待在藝專也意興闌珊，因此決定先休學當兵，此為何篤霖從此成為專業藝人的重要轉捩點。
當兵時何篤霖成為了白雪藝工隊成員，退伍之後，仍舊喜歡跳舞的他成了女星周丹薇的伴舞舞群，不久之後，台灣唱片市場正值民歌風格後繼無力，唱片業醞釀突破市場現況，提高中文歌曲的商業性質，便參考日本等地的偶像歌手包裝模式，滾石唱片旗下的巨石唱片想起那個曾經拍過廣告的何篤霖，找他簽約出唱片，當時何篤霖純粹就收入考量覺得唱歌會比跳舞來得賺錢，因此便簽約出了第一張賣座四十萬的唱片專輯「一生能有幾次選擇」。
唱片公司極盡所能的將他打造彷彿從日本少女漫畫中走出來的憂鬱白馬王子，主題曲還搭配機車廣告(他是在郭富城之前的轟動機車廣告男主角)，瞬時間將他推上偶像生涯的高峰，之後推出的唱片企劃主打與「我有話要說」廣告相對的「不再爭辯」同樣成為年輕人的流行金句，但好景不長，當年的偶像如雨後春筍般的一個個冒出頭，本身歌唱實力普通的何篤霖在發行第三張專輯時還遠赴英國拍攝外景與造形設計，但在第四張唱片因宣傳與合約等因素造成銷售不佳後演藝事業陷入第一次低潮。

### 第一次轉型
經過一段時間自我摸索與成長後，曾經受過海灘救生員訓練，熱愛游泳等戶外活動的何篤霖得到了廣受年輕人喜愛的「來電50」節目主持機會，該節目是自「我愛紅娘」後台灣最受歡迎的愛情配對節目，採取外景方式錄製，健康風趣的形象讓他成為台灣動物相關綜藝節目始祖頑皮家族繼張小燕之後，第二代的主持人(與陶晶瑩搭檔)。在這段期間主持機會不斷的何篤霖仍感到自我空虛與對未來的茫然感，隨著節目的開開停停，他遂在朋友建議下移居加拿大，並且到西藏、印度等地追尋心靈的成長。

### 第二次轉型 全方位藝人
在得到心靈釋放與平復後，何篤霖返回台灣展開三十歲之後的多元化演藝生涯，他參與屏風劇團的舞台劇《莎姆雷特》與萬芳搭檔飾演王子與王后，還參與多部電視戲劇的演出，包括在漫畫風雲改編的電視劇與日本巨星千葉真一 (已退休，其藝名保留使用)有著多場精采且吃重的對戲演出，在偶像劇興起之後，他也參與了惡魔在身邊的，演出男主角賀軍翔的爸爸。
除此之外，他也開始了台灣長壽綜藝之一，最高收視率命理節目 命運好好玩 主持工作，何篤霖為該節目第二任主持人(第一任為高凌風)，自他接手主持棒之後，無論歷經節目型態轉換、換頻道播出、換搭檔以及曾經一度有眾多命理、談話性節目圍攻搶收視率的情況下，仍舊維持穩定高收視率，該節目什麼都變過了，就只有他依舊屹立不搖，近幾年與郭靜純搭檔默契十足情況下，還接拍了多檔電視與平面廣告。
目前何篤霖除了固定主持帶狀的節目之外，因愛惜羽毛與希望保有更多私人的時間，並不常上其他節目，但在圈內人緣極佳的他若遇到曾經合作或幫助過的節目單位邀請，仍十分敬業配合錄影，因此觀眾不時會在鑽石夜總會、小燕之夜、新聞挖挖哇、型男大主廚中看到他帶給大家歡笑。
另外因為從未親自釋放過天燈，他也應邀主持了2012年的「平溪千燈齊飛」活動。

## 音樂作品

### 唱片
| 發行日期  | 專輯名稱             | 發行公司  | 語言 | 曲目 |
| --------- | -------------------- | --------- | ---- | --- |
| 1989年    | 《一生能有幾次選擇》 | 天際唱片  | 國語 | 曲目 1. 一生能有幾次選擇 2. 不想再和世界爭辯了 3. 風也哭泣 4. 不能帶走 5. 航泊日記 6. 我的眼睛不再出賣心情 7. 我們相愛卻又互相傷害 8. 冷漠,我的保護色 9. 風是我的朋友 10. 想在夜裡逃走 |
| 1990年    | 《把夢親手交給你》   | 天際唱片  | 國語 | 曲目 1. 把夢親手交給你 2. 錯過你,我什麼都不要 3. 街中舞者 4. 疲倦的舞鞋 5. 想你在夢裡 6. 祝福你,忘記你 7. 我可以收到你的信號 8. 雪麗 9. 你曾經是 10. 溫柔記事                          |
| 1991年    | 《我行我素》         | 滾石唱片  | 國語 | 曲目 1. 消費我的愛 2. 我行我素 3. Monica 4. 追逐太陽 5. Miss you forever 6. 你是我唯一的牽掛 7. 尋找一種愛 8. 什麼時候你明白一切 9. 口袋裡的愛情 10. 午夜狂奔                          |
| 1992年3月 | 《深情不改》         | BMG博德曼 | 國語 | 曲目 1. 你的愛還在不在 2. 我的歌 我的心 3. 記住我的訊號 4. 把問題留給我自己 5. Forever Teresa 6. 一個被你遺忘的約 7. 如夢一場 8. 愛情那棵樹 9. 單人翹翹板 10. Waiting For You          |

## 演出作品

### 電影
| 年份   | 片名           | 角色 |
| ------ | -------------- | ---- |
| 1983年 | 《搭錯車》     | 舞者 |
| 1983年 | 《帶劍的小孩》 |      |
| 1992年 | 《92應召女郎》 |      |

### 電視劇
| 年份   | 頻道             | 劇名                                        | 角色                       |
| ------ | ---------------- | ------------------------------------------- | -------------------------- |
| 1993年 | 台視             | 《警花緣》                                  |                            |
| 1997年 | 民視             | 《星座女人系列》雙魚座-還好，我們沒有結婚   | 呂文杉                     |
| 1997年 | 民視             | 《星座女人系列》牡羊座-當愛情來的時候       | 小馬                       |
| 1998年 | 民視             | 《星座男女系列》男水瓶VS女雙魚-魚缸裡的愛情 | 陳亞倫                     |
| 2002年 | 中視             | 《風雲之雄霸天下》                          | 文丑丑                     |
| 2005年 | 中視             | 《惡魔在身邊》                              | 江友暉                     |
| 2008年 | 八大電視台       | 《旋風管家》                                | (與郭靜純客串男主角父母親) |
| 2022年 | 華視、公視台語台 | 《婚姻結業式》                              | 叫賣哥                     |

### 舞台劇
| 年份   | 劇團     | 劇名           | 角色 |
| ------ | -------- | -------------- | ---- |
| 2018年 | 春河劇團 | 《愛情哇沙米》 |      |

### 綜藝節目
| 年份       | 頻道 | 節目                           | 備註  |
| 2018/12/08 | 民視 | 《舞力全開》第320集-永遠不嫌晚 | [ 5 ] |

## 主持作品

### 電視節目
| 年份           | 頻道       | 節目名         | 備註                                            |
| -------------- | ---------- | -------------- | ----------------------------------------------- |
|                |            | 《來電五十》   |                                                 |
|                | 華視       | 《頑皮家族》   | 與陶晶瑩，第二任主持人                          |
|                | 八大綜合台 | 《娛樂百分百》 | 第二任主持人                                    |
|                |            | 《野蠻遊戲》   |                                                 |
| 2002年－2009年 | 超級電視台 | 《命運好好玩》 | 先後與況明潔、郭靜純搭檔，第二任主持人          |
| 2007年         |            | 《台客進行曲》 |                                                 |
| 2007年         |            | 《果果恰恰》   | 與陳亞蘭共同主持，公共電視                      |
| 2008年         |            | 《決戰第一名》 | 主任評審                                        |
| 2010年－至今   | JET綜合台  | 《命運好好玩》 | 先後與郭靜純、陳亞蘭搭檔主持，第二任主持人~至今 |

### 跨年活動
| 年份   | 頻道 | 節目名                   | 備註             |
| ------ | ---- | ------------------------ | ---------------- |
| 2008年 |      | 《2008台北最HIGH新年城》 | 與藍心湄共同主持 |

## 出版作品

### 書籍
| 年份   | 書名                       | 作者               | 出版社   | ISBN               |
| 2007年 | 《一生能有幾次選擇》       | 何篤霖             | 凱特文化 | ISBN 9789868349506 |
| 2009年 | 《愛的逆轉力》             | 何篤霖             | 雅書堂   | ISBN 9866648966    |
| 2012年 | 《一生一定要去的50家民宿》 | 何篤霖、東方食宿網 | 大大創意 | ISBN 9789868774919 |

## 廣告
- 《司迪麥口香糖-我有話要說篇》
- 《黑松沙士》
- 《山葉機車》
- 《566萌髮》系列
- 「環島民宿體驗大使」活動代言人

## 外部連結
- 何篤霖Ho Tu Lin臉書粉絲專頁
- 何篤霖赫舍里額爾德尼的新浪微博
- 何篤霖在互联网电影资料库（IMDb）上的資料（英文）
- 何篤霖在香港影庫上的簡介